# Löbnitz an der Linde
Löbnitz an der Linde is een plaats en voormalige gemeente in de Duitse deelstaat Saksen-Anhalt, en maakt deel uit van de Landkreis Anhalt-Bitterfeld.
Löbnitz an der Linde telt 316 inwoners.